# Martin Annen
Martin Annen (n. 12 februarie 1974, Zug, Cantonul Zug, Elveția) este un bober elvețian, medaliat olimpic. A participat la două ediții ale Jocurilor Olimpice (2002, 2006) în care a câștigat 3 medalii de bronz.